# Ахмед Муртада аль-Мораги
Ахмед Муртада аль-Мораги (араб. أحمد مرتضى المراغي‎ ; 14 июня 1910, Марага, Сохаг, Египет — 28 января 1991, Египет) — египетский политический и государственный деятель, юрист. Последний министр внутренних дел Египта во времена правления Фарука I (27 января 1952—2 июля 1952, 22 июля 1952—24 июля 1952). Военный и морской министр Египта (1952).

## Биография
Внука имама Ахмеда аль-Мораги.
Получил степень бакалавра права, работал помощником в прокуратуре, затем юристом в правительстве и органах судебной власти. Был секретарём канцелярии премьер-министра Мухаммада Махмуда-паши. В 1938 году уволился со своей должности и предложил свою кандидатуру на членство в Совете министров Египта. В 1938—1942 года работал представителем власти в округе Марага.
До Июльской революции в Египте 1952 года занимал ряд ответственных должностей. В 1947 году был назначен директором службы общественной безопасности, затем заместителем министра внутренних дел до 1950 года, был назначен губернатором Александрии и Суэца.
27 января 1952 года был назначен министром внутренних дел Египта и Военным министром Египта.
После государственного переворота 23 июля 1952 года покинул Египет, направляясь в Саудовскую Аравию, а оттуда в Италию, где работал в ряде компаний и оставался там в течение длительного периода времени.  
В 1965 году президент Египта Гамаль Абдель Насер обвинил его в заговоре с целью смещения режима. Был заочно судим и приговорён к пожизненной каторге. Вернулся в Египет в 1974 году после помилования Анваром Садатом.